# Diplotaxis muralis
Diplotaxe des murs, Roquette des murailles, Roquette des murs, Vélar des murs
Espèce
Statut de conservation UICN

 LC  : Préoccupation mineure
Diplotaxis muralis est une espèce de plante de la famille des Brassicaceae et du genre Diplotaxis.

## Nomenclature, étymologie
L’espèce a d’abord été décrite par Linné sous le nom de Sisymbrium murale, en 1753, dans Species Plantarum 2: 658.
En 1821, Augustin Pyramus de Candolle après transfère dans le genre Diplotaxis, adopte Diplotaxis muralis dans Regni vegetabilis systema naturale 2: 634.
Le nom de genre Diplotaxis DC. (1821) vient du grec διπλόος – diploos, « double, qui se replie », et τάξις – taxis, « ordre, disposition ». Les graines sont disposées sur deux rangs dans la silique.
L’épithète spécifique muralis vient du latin muralis, -is, -e, « de mur », dérivé de murus « mur ».
A. Pyramus de Candolle a transféré Sisymbrium murale chez les Diplotaxis car cette espèce avait deux rangées de graines par loge, un critère fondamental pour distinguer Diplotaxis de Sisymbrium. Mais aussi parce que les siliques de Diplotaxis sont souvent plus étroites et plus allongées que celles des vrais Sisymbrium.
C'est d'ailleurs lui qui a créé le genre Diplotaxie en 1821.

## Description
Diplotaxis muralis est une plante herbacée vivace d'un à deux ans ou de courte durée. Il atteint généralement une hauteur de 20 à 50 centimètres. Il a une fine racine pivotante. Chaque spécimen végétal est ramifié à la base et possède plusieurs tiges ascendantes. La tige est glabre ou poilue à la base avec des trichomes simples et recourbés. Quand la tige est écrasée, elle dégage une mauvaise odeur d’œuf pourri.
Les feuilles sont souvent regroupées en rosettes à la base et certaines feuilles peuvent être disposées en alternance sur la tige. Les feuilles basales ont un limbe vert clair, glabre ou légèrement poilu, qui se rétrécit en tige et est de contour elliptique, spatulé ou étroitement ovoïde, d'une longueur de 2 à 9 cm et d'une largeur de 1 à 3 cm, et est généralement ovoïde, dentelé, ondulé, en forme de lyre à penné, avec deux à six lobes latéraux allongés à ovoïdes qui sont plus petits que le lobe terminal. Si des feuilles caulinaires sont présentes, elles sont sessiles, non épilées et plus petites que les feuilles basales avec des bords dentés ou lisses.
La période de floraison se situe principalement entre mai et octobre, en Chine entre fin avril et août. Les inflorescences racémeuses sont relativement courtes et ne contiennent que quelques fleurs.
Les fleurs hermaphrodites sont quadruples. Les quatre sépales mesurent environ 3,5 à 5,5 mm de long et portent des poils individuels à l'extrémité supérieure ou sont complètement chauves. Les quatre pétales jaunes sont obovales, mesurent généralement 6 à 8 mm de long et 4 à 5 mm de large, avec une base en forme de coin à courte en forme de griffe. Il y a six étamines avec des filaments de 3,5 à 6 mm de long et des anthères de 1,5 à 2 mm de long. Il y a 20 à 36 ovules dans l'ovaire. Le style est trapu et en forme de bec, d'une longueur de 1,5 à 3,5 mm, et se termine par une simple cicatrice.
Les tiges de fruits ascendantes ou étalées, minces, droites et nues, mesurent généralement de 8 à 14 mm millimètres de long. Le gynophore mesure de 0,2 à 0,5 mm de long. Les gousses mesurent 25 à 40 mm de long et 1,5 à 2,5 mm de diamètre, linéaires, quelque peu aplaties et contiennent de nombreuses graines disposées sur deux rangées. Les graines sont ovoïdes ou ellipsoïdes d'une longueur de 0,9 à 1,3 mm et d'un diamètre de 0,6 à 0,9 mm. Les fruits mûrissent en Chine entre avril et août.
Le nombre de chromosomes est 2n = 42 ou 20, 22, 44.

## Répartition
Selon POWO, l'aire de répartition naturelle s’étend de l’Europe au Caucase, aux îles Canaries, en Afrique du Nord. 
Diplotaxis muralis est présent dans le sud-ouest, le sud, le sud-est et le centre de l'Europe, ainsi que dans le nord-ouest de l'Afrique et en Asie Mineure. C'est un élément floral subméditerranéen. Les informations de localisation sont disponibles pour les pays suivants : Allemagne, Autriche, Suisse, Pays-Bas, Belgique, France y compris la Corse, Italie y compris la Sardaigne ainsi que Sicile, Portugal, Espagne y compris les Îles Baléares, Pologne, République tchèque, Slovaquie, Hongrie, Serbie, Slovénie, Croatie, Bosnie-Herzégovine, Monténégro, Bulgarie, Roumanie, Albanie, Macédoine, Grèce, Malte, Ukraine, en Crimée, en Géorgie, Ciscaucasie, nord-ouest de la Turquie, nord de l'Algérie, nord de la Libye, Maroc et Tunisie ainsi qu'en Australie et Nouvelle-Zélande. Dans les pays suivants l'espèce est néophyte (introduite): Chine, Afrique du Sud, Açores, Canada, États-Unis, Mexique, Caraïbes, Équateur, Pérou, Argentine, Chili et Nouvelle-Calédonie.
Diplotaxis muralis pousse dans les "communautés de mauvaises herbes", par exemple au bord des routes, sur les talus, dans les zones de gare, sur les décombres, sur les murs et dans les gravières. Il préfère les sols meubles, riches en nutriments et souvent calcaires. Il aime la lumière et la chaleur. On le retrouve dans les sociétés des associations Eragrostion, Fumario-Euphorbion et Sisymbrion.

## Classification
Il existe deux sous-espèces :
- Diplotaxis muralis subsp. ceratophylla (Batt.) Mart.-Laborde
- Diplotaxis muralis subsp. simplex (Viv.) Jafri.

L'espèce a pour noms vernaculaires : Diplotaxe des murs, Roquette des murailles, Roquette des murs, Vélar des murs.
D'autres synonymes pour Diplotaxis muralis sont :
- Brassica muralis (L.) Boiss.
- Crucifera diplotaxis E.H.L.Krause
- Diplotaxis intermedia Schur
- Diplotaxis littoralis Sennen
- Diplotaxis mandonis Sennen
- Diplotaxis polonica Zapal.
- Diplotaxis vallesensis Sennen
- Eruca decumbens Moench
- Eruca muralis (L.) Besser
- Sinapis muralis (L.) W.T.Aiton

## Parasites
La fleur a pour parasites Contarinia nasturtii, Gephyraulus raphanistri. La feuille a pour parasites Pieris mannii, Neopseudocercosporella capsellae, Pieris brassicae, Pieris rapae, Erysiphe cruciferarum, Peronospora diplotaxidis, Ceutorhynchus chalybaeus, Ceutorhynchus contractus, Scaptomyza flava, Albugo candida. La racine a pour parasites Phyllotreta ochripes (sv), Psylliodes cuprea (sv). Le collet radiculaire a pour parasites Aulacobaris cuprirostris (ceb), Melanobaris laticollis (ceb), Ceutorhynchus assimilis.

## Gastronomie
Les feuilles sont comestibles.